# In a Sentimental Mood

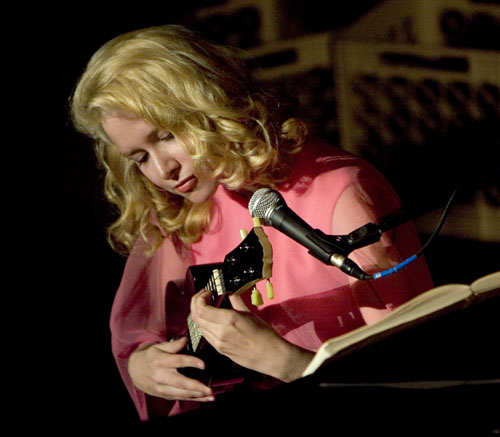
Nellie McKay

Az In a Sentimental Mood Duke Ellington egyik örökzölddé vált dzsessz-szerzeménye.
1935-ben komponálta a darabot, és ugyanebben az évben rögzítette is zenekarával. A dal szövegét Manny Kurtz írta.
A dal egy buli alkalmával Durhamben született.

## Híres felvételek
- John Coltrane & Duke Ellington
- Ella Fitzgerald & Duke Ellington – (Ella Fitzgerald Sings the „Duke Ellington Song Book”) (1957)
- Sonny Rollins
- Art Tatum
- Nancy Wilson
- Oscar Peterson
- Bill Evans
- Ella Fitzgerald
- Sarah Vaughan
- Django Reinhardt
- Nellie McKay
- Tony Bennett (1966)
- Alex Bugnon (2001)
- Larry Coryell (2001)
- Duke Ellington – Piano Reflections (1953)
- Tommy Flanagan (1960)
- Johnny Mathis – In a Sentimental Mood: Mathis Sings Ellington (1990)
- Emily Remler (1981)
- Sonny Rollins – Sonny Rollins & the Modern Jazz Quartet (1953)
- Art Tatum and Roy Eldridge (1964)
- McCoy Tyner (1974)
- Roseanna Vitro – Reaching for the Moon (album) (1991)
- Nancy Wilson & Hank Jones (1969)
- Ernie Watts (1998)
- Art Farmer & Ray Brown
- Lee Oskar